# Jonathan Paget
Jonathan "Jock" Paget (ur. 17 listopada 1983) – nowozelandzki jeździec sportowy, brązowy medalista olimpijski z Londynu. 
Zawody w 2012 były jego pierwszymi igrzyskami olimpijskimi. Startuje we Wszechstronnym Konkursie Konia Wierzchowego. W Londynie zdobył brązowy medal w drużynie, tworzyli ją ponadto Jonelle Price, Caroline Powell, Andrew Nicholson i Mark Todd. Startował na koniu Clifton Promise, indywidualnie zajął dziesiąte miejsce. Brał udział m.in. w mistrzostwach świata w 2010 (indywidualnie siódme miejsce) i 2014.